# 루이루
루이루(Ruiru)는 케냐 키암부현에 있는 지방 자치 단체이자 하위 카운티이다. 나이로비 대도시권 내에 위치한다. 2019년 전국 인구 조사에 따르면, 루이루는 인구 기준으로 케냐에서 4번째로 큰 도시 중심지였다. 루이루라는 이름은 키쿠유어에서 유래했으며, 루이루 대부분 지역에서 발견되는 검은 목화토와 관련이 있을 수 있다.

## 위치
루이루는 케냐의 수도인 나이로비 도심에서 북동쪽으로 도로를 따라 약 20킬로미터(12마일) 떨어져 있다. 이 하위 카운티는 면적이 292km2(113제곱마일)이며 도로와 철도로 나이로비와 연결되어 있다. 루이루의 지리적 좌표는 남위 1°10'04.0", 동경 36°58'24.0"이다 (위도: -1.167778; 경도: 36.973333). 이 도시는 평균 해발 1,565 미터 (5,135 ft)에 위치한다.

## 역사
이 지역은 주요 티카 (케냐) 도로의 오른쪽에 있는 강 양쪽에 사이잘과 커피 재배 지역이었다. 현재는 주거 지역이다. 강 남쪽의 농장에는 4개의 주요 관리자 주택이 있었다. 이 지역은 1970년대에 아프리카 컨소시엄에 소규모 농장으로 개발되도록 주어졌다.
케냐가 독립하기 전에 루이루는 나이로비 시의회의 관리하에 있었고 서부 농촌 지역으로 불렸다. 독립 후, 이 지역은 키암부 카운티 의회 관할하에 있다가 1986년에 타운 의회로 승격되었다. 1997년에 루이루는 비아샤라, 기토투아, 가통고라, 카하와 수가리, 기타이, 킴보, 자카란다, 세타, 비완다, 무레라 등 9개의 선거구로 구성된 지자체 지위로 격상되었다.
2008년 5월 행정 명령에 의해 나이로비 대도시권(NMR)이 조성되면서 이 도시는 광범위한 도시 통합 계획에 포함되었다.

## 인근 지역

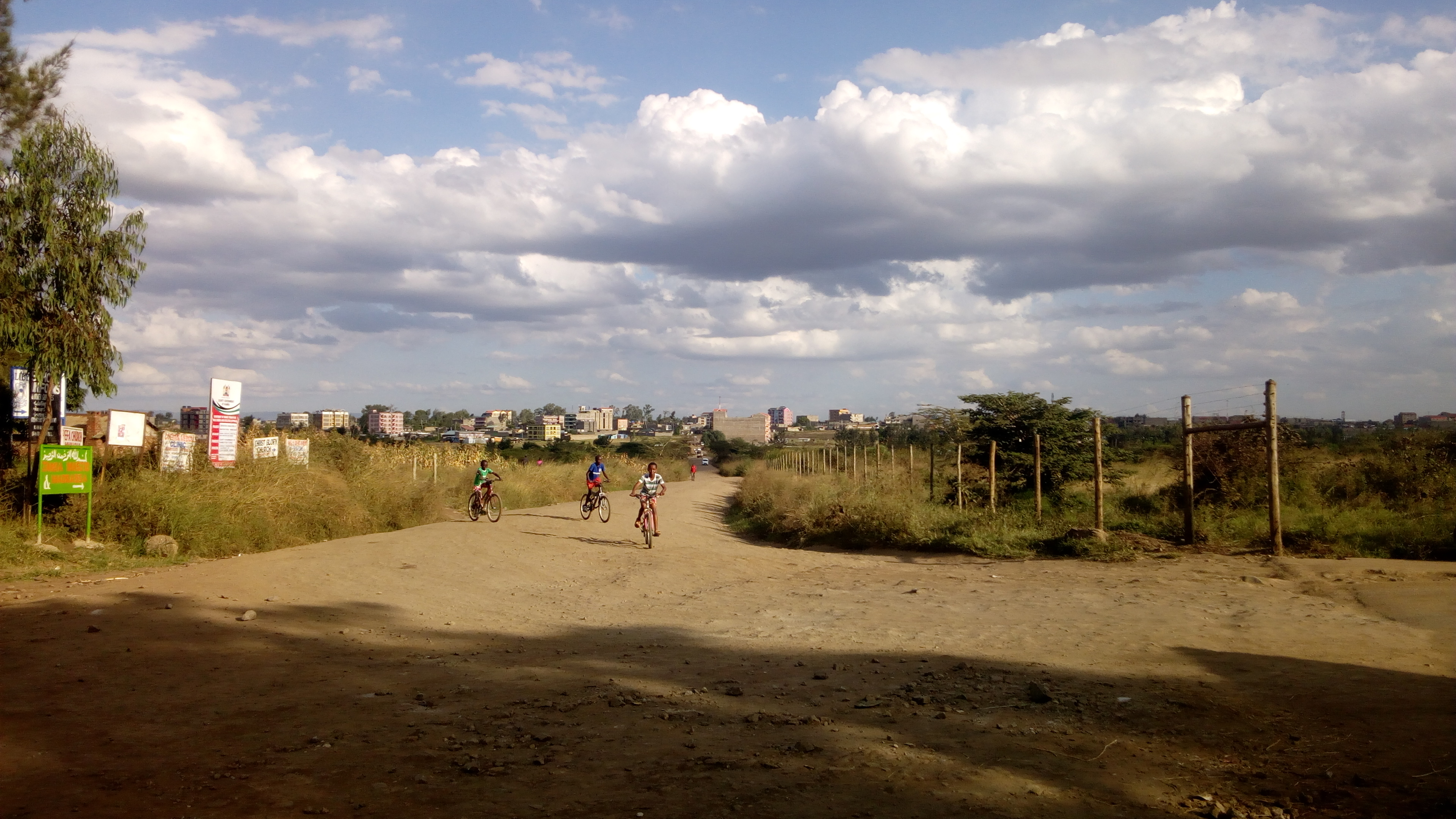
므위호코 와드의 풍경

광활한 루이루 지방자치단체는 루이루 타운, 타투 시티, 카하와, 기타이 45, 므위호코, 멤블리, 카마키스, 바시티 빌, 노스랜즈 시티를 포함한 많은 인근 지역으로 구성되어 있다.

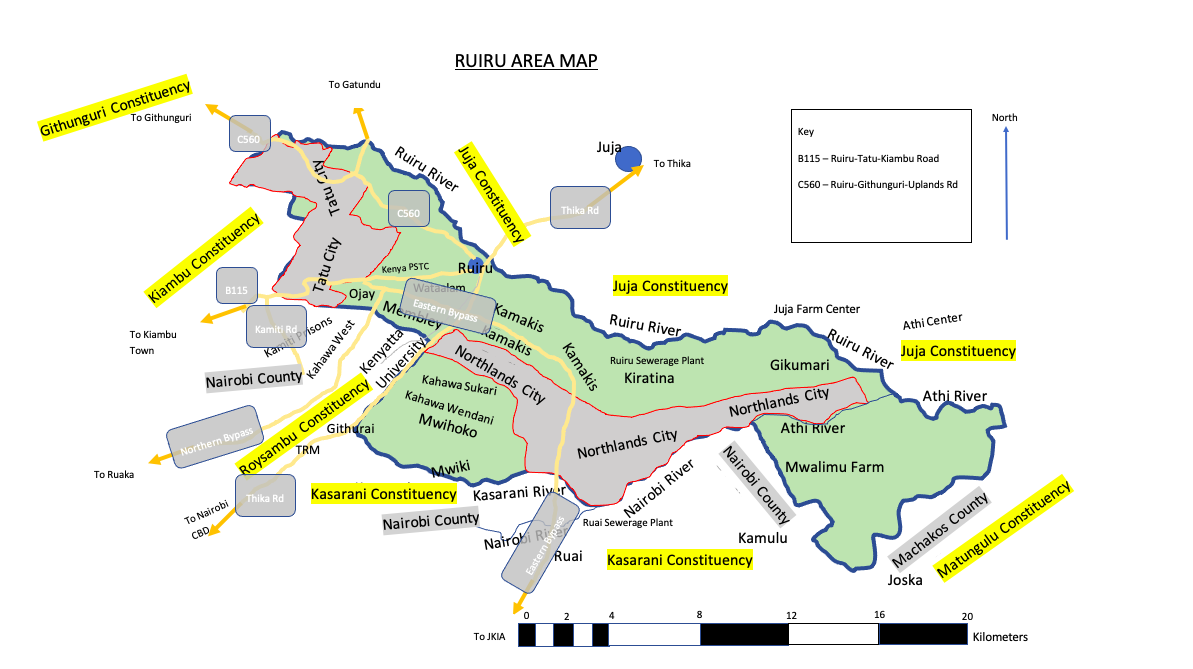
루이루 선거구 지역, 2022년

## 경제

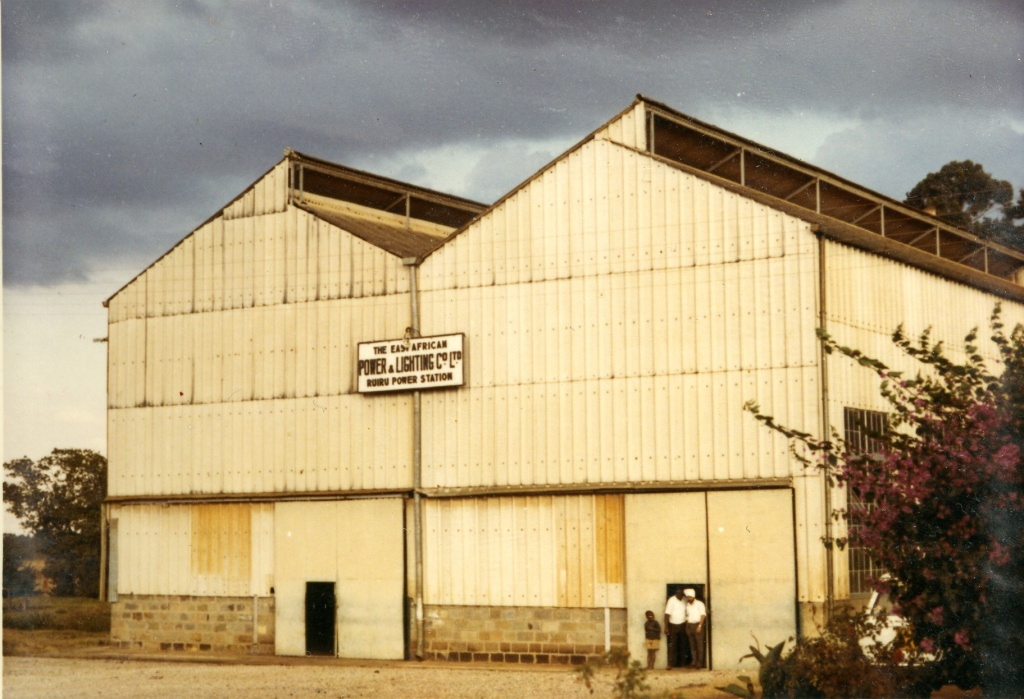
1960년경 나이로비-티카 고속도로에 있는 루이루의 동아프리카 전력 및 조명 건물

루이루는 데브키 스틸 밀스, 슈퍼 폼 리미티드, 스피너스 & 스피너스 가먼트 팩토리, 루이루 마바티 팩토리, 루이루 피즈 리미티드를 포함한 여러 주요 공장이 있는 공업 도시이다.
타투 시티 산업 단지는 루이루 내에 있으며 BIDCO, Copia, Dormans, Davis & Shirtliff, Tianlong, Stecol, Dr. Mattress 등 많은 공장이 입주해 있다.
은행과 쇼핑몰이 이 도시에 서비스를 제공한다. 많은 커피 농장이 주거 지역으로 전환되면서 주택 붐이 일고 있으며, 여기에는 다가오는 수십억 달러 규모의 타투 단지가 포함된다. 스마트엣지 파샤 센터와 같은 정보통신 기술 사업도 부상하고 있는데, 이는 지역 사회가 컴퓨터를 구입하고 무료 교육을 받을 수 있는 디지털 마을이다.
여러 은행이 루이루, 특히 카마키스 지역에 지점을 개설했는데, 여기에는 NCBA, Sidian Bank, Diamond Trust Bank, Equity Bank, Co-operative Bank가 포함된다.

## 사회기반시설 프로젝트
루이루는 5,000에이커 규모의 복합 용도 프로젝트인 타투 시티를 비롯한 주요 정부 및 민간 인프라 개발의 본거지이다. 제안된 노스랜즈 시티 프로젝트도 이 지역에서 찾을 수 있다.
루이루의 저명한 정부 주도 인프라 프로젝트로는 루이루 하수 처리장, 나이로비 동부 우회 고속도로 복선화, 나이로비 통근 열차 서비스 프로젝트가 있다.

## 인구
2009년 루이루의 인구는 238,858명이었다. 10년 후, 2019년 전국 인구 조사에서는 인구가 490,120명으로, 케냐에서 인구 기준으로 네 번째로 큰 도시 중심지가 되었다.

빠른 인구 증가는 여러 요인에 기인한다: 나이로비의 저렴한 주거용 주택 부족; 특히 티카 도로와 나이로비 동부 우회 고속도로를 비롯한 인프라 개발, 그리고 새로운 고속도로를 따라 이어진 상업 및 주거 개발; 그리고 루이루 내부 또는 인근에 있는 대학교 캠퍼스 존재.
| 연도    | 인구    | ±%       |
| ------- | ------- | -------- |
| 1969    | 1,674   | —        |
| 1979    | 1,718   | +2.6%    |
| 1989    | 23,316  | +1257.2% |
| 1999    | 79,741  | +242.0%  |
| 2009    | 238,329 | +198.9%  |
| 2019    | 490,120 | +105.6%  |
| source: |         |          |

## 교육
두 개의 대학교가 루이루에 본 캠퍼스를 두고 있다: Zetech 대학교와 Kiriri Women's University of Science and Technology. 케냐타 대학교(본 캠퍼스 및 루이루 캠퍼스)도 이 자치단체 근처에 있다. 나이로비 대학교 및 기타 고등 교육 기관들도 루이루 또는 그 근처에 캠퍼스를 두고 있다.
선도적인 학술 초등 기관 중 하나인 단조스 아카데미가 루이루에 위치해 있다. 2022년 7월, 케냐의 대통령 우후루 케냐타는 루이루에서 Amref International University의 착공식을 가졌다. 보건 과학 대학교는 루이루 시의 남쪽 지역에 있는 광활한 노스랜즈 시티 부지에 들어설 예정이다.

## 정치
루이루는 원래 더 큰 Juja Constituency의 일부였으나 분리되어 독립 선거구가 되었다. 루이루 강이 나이로비 강과 합류하여 하류로 흐르면서 Juja와 분리된다.
에스더 가토고는 2013년부터 2017년까지 국회의원이었다. 사이먼 응앙아 킹아라가 2017년 8월 총선에서 이 의석을 차지했다.

## 주요 인물
- 아모스 논디, 축구 선수